# Menachem Ben Sason
Menachem Ben Sason (hebrejsky: מנחם בן-ששון, přepisováno též Menachem Ben Sasson) je izraelský politik a bývalý poslanec Knesetu za stranu Kadima.

## Biografie
Narodil se 7. července 1951 v Jeruzalému. Vysokoškolské vzdělání bakalářského typu v oboru historie a filozofie stejně jako doktorát v oboru dějiny židovského národa v islámských zemích získal na Hebrejské univerzitě. Postdoktorské studium absolvoval na Univerzitě v Cambridgi. Sloužil v izraelské armádě, v jednotkách nachal v kibucu Ejn Curim a v dělostřeleckých jednotkách.

## Politická dráha
V letech 1997-2001 byl rektorem Hebrejské univerzity, předsedal institutu Jad Ben Cvi, zasedal ve správní radě památníku Jad vašem. Byl předsedou Světové unie židovských studií.
V izraelském parlamentu zasedl po volbách do Knesetu v roce 2006, ve kterých kandidoval za stranu Kadima. Ve volebním období 2006-2009 zastával mimo jiné funkci člena finančního výboru, výboru pro ústavu, právo a spravedlnost (tomu i předsedal), výboru House Committee a výboru pro vědu a technologie. Byl předsedou vyšetřovací komise pro odposlechy a členem vyšetřovací komise pro integraci arabských zaměstnanců do veřejného sektoru.